# باهرة بيضاء
باهرة بيضاء (الاسم العلمي: Agave albescens) هو نوع من النباتات يتبع جنس الباهرة من الفصيلة الهليونية.